# Eumorphia
Eumorphia es un género de plantas con flores perteneciente a la familia Asteraceae. Tiene seis especies

## Taxonomía
El género fue descrito por Augustin Pyrame de Candolle y publicado en  Prodromus Systematis Naturalis Regni Vegetabilis 6: 2. 1837[1838].

## Especies
- Eumorphia corymbosa
- Eumorphia davyi
- Eumorphia dregeana
- Eumorphia prostata
- Eumorphia sericea
- Eumorphia swaziensis